# Xyris atriceps
Xyris atriceps är en gräsväxtart som beskrevs av Gustaf Oskar Andersson Malme. Xyris atriceps ingår i släktet Xyris och familjen Xyridaceae.

## Underarter
Arten delas in i följande underarter:
- X. a. atriceps
- X. a. chimantensis
- X. a. marahuacae
- X. a. neblinensis